# 1995年NBA總決賽
1995年NBA總決賽是1994-95 NBA賽季的最後一個系列賽，兩支球隊將爭奪NBA總冠軍。該系列賽東區聯盟冠軍奧蘭多魔術對決上屆衛冕冠軍和西區聯盟冠軍休士頓火箭。總決賽的系列賽前炒作和關注都集中在兩個相互對立的中鋒上：魔術隊的沙奎爾·奧尼爾和火箭隊的哈基姆·歐拉朱萬。
火箭成為NBA歷史上第一支在季後賽中擊敗四支50勝球隊奪得總冠軍的球隊。火箭在1995年季後賽中贏得了創紀錄的9場客場比賽。這是第二次以主客場2-3-2的總決賽形式橫掃NBA總決賽(在1989年底特律活塞對陣洛杉磯湖人之後)。火箭也成為歷史上第一個以橫掃奪冠的NBA總冠軍。此外，火箭成為NBA歷史上第一支自1984年季後賽球隊擴充為16隊(東西區各8支)後，在季後賽四輪中任何一場都沒有主場優勢的情況下奪冠的球隊。

## 晉級
- 奧蘭多魔術以4-3總比分擊敗印第安納溜馬贏得1995年的東區分區決賽。
- 休士頓火箭以4-2總比分擊敗聖安東尼奧馬刺贏得1995年的西區分區決賽。

## 比賽結果
| 場次  | 日期            | 客場隊伍   | 結果               | 主場隊伍   |
| ----- | --------------- | ---------- | ------------------ | ---------- |
| 第1場 | 星期三, 6月7日  | 休士頓火箭 | 120–118 (OT) (1–0) | 奧蘭多魔術 |
| 第2場 | 星期五, 6月9日  | 休士頓火箭 | 117–106 (2–0)      | 奧蘭多魔術 |
| 第3場 | 星期日, 6月11日 | 奧蘭多魔術 | 103–106 (0–3)      | 休士頓火箭 |
| 第4場 | 星期三, 6月14日 | 奧蘭多魔術 | 101–113 (0–4)      | 休士頓火箭 |

這是僅有的兩次沒有主場優勢的球隊橫掃系列賽的NBA總決賽之一（另一次是1975年NBA總決賽，金州勇士橫掃華盛頓子彈）。
所有時間均採用東部夏令時間 ( UTC−4 )。

## 歐拉朱萬VS奧尼爾
儘管兩位中鋒都打得很好，但人們普遍認為歐拉朱萬的表現已經超過了奧尼爾。歐拉朱萬在系列賽的每場比賽中都超過了奧尼爾，成為NBA歷史上為數不多在NBA總決賽系列賽中每場比賽都至少得到30分的球員之一：
| 1995年NBA總決賽 | 第1場 | 第2場 | 第3場 | 第4場 | 總計   |
| --------------- | ----- | ----- | ----- | ----- | ------ |
| 哈基姆·歐拉朱萬 | 31    | 34    | 31    | 35    | 32.8分 |
| 沙奎爾·奧尼爾   | 26    | 33    | 28    | 25    | 28.0分 |

連續兩年獲得NBA總決賽最有價值球員，哈基姆·歐拉朱萬成為威利斯·里德、卡里姆·阿卜杜勒-賈巴爾、魔術強森、拉里·伯德和邁克爾·喬丹後第六位多次獲得該獎項的球員。喬丹和歐拉朱萬是當時唯一連續獲得該獎項的球員。